# Филлипс, Бобби
Бо́бби Джей Фи́ллипс-Филипе́тто (англ. Bobbie J. Phillips-Filipetto; род. 29 января 1968, Чарльстон, Южная Каролина, США) — американская актриса, сценарист и предприниматель.

## Биография
Бобби Джей Филлипс родилась 29 января 1968 года в Чарльстоне (штат Южная Каролина, США), где она прожила первые 19 лет своей жизни. В 1991 году Филлипс переехала в Голливуд (штат Калифорния, США), где в том же году она начала свою кинокарьеру.
В 1996 году Бобби стала лауреатом премии «Sci-Fi Universe Magazine», а в 2004 году окончила свою 13-летнюю кинокарьеру, сыграв в 44-х фильмах и телесериалах. В 2003 году Филлипс выступила сценаристом фильма «Человек-сорняк». После окончания кинокарьеры она занялась бизнесом и открыла несколько отелей в США. Возобновила кинокарьеру в 2014 году.
От первого брака у Бобби был сын Марк (1987—2012), который покончил с собой. С 8 июля 2000 года Филлипс замужем за Энтони Филипетто.

## Фильмография

### Кинематограф
| Год  |   | Русское название               | Оригинальное название             | Роль                     |
| ---- | - | ------------------------------ | --------------------------------- | ------------------------ |
| 1993 | ф | Снова в деле                   | Back in Action                    | Хелен Левински           |
| 1993 | ф |                                | Body of Influence                 | Первая женщина           |
| 1993 | ф | Полицейский двухтысячного года | TC 2000                           | Зои Кинселла / TC 2000 X |
| 1994 | ф | Аве Цезарь                     | Hail Caesar                       | Баффер Будвелл           |
| 1994 | ф | Звериные инстинкты 2           | Animal Instincts II               | официантка               |
| 1995 | ф | Пушки и помада                 | Guns and Lipstick                 | Фелиция                  |
| 1995 | ф | Огненное кольцо 3: Удар льва   | Ring of Fire 3: Lion Strike       | Келли                    |
| 1995 | ф | Шоугёлз                        | Showgirls                         | Ди                       |
| 1996 | ф | Шайенн                         | Cheyenne                          | Шайенн                   |
| 1997 | ф | Звездные врата: ЗВ-1           | Stargate: SG-1 (TV Series)        | Кинтия                   |
| 1998 | ф | Карнавал душ                   | Carnival of Souls                 | Алекс Грант              |
| 2000 | ф | Американская девственница      | American Virgin                   | Ракель                   |
| 2003 | ф | Человек-сорняк                 | Weed Man                          | Уинстон Кинг             |
| 2003 | ф | Самайн                         | Evil Breed: The Legend of Samhain | Карен Дуглас             |
| 2004 | ф | Последний полёт                | Last Flight Out                   | Доктор Энн Уильямс       |